# St. Nikolaus (Kaltenbuch)

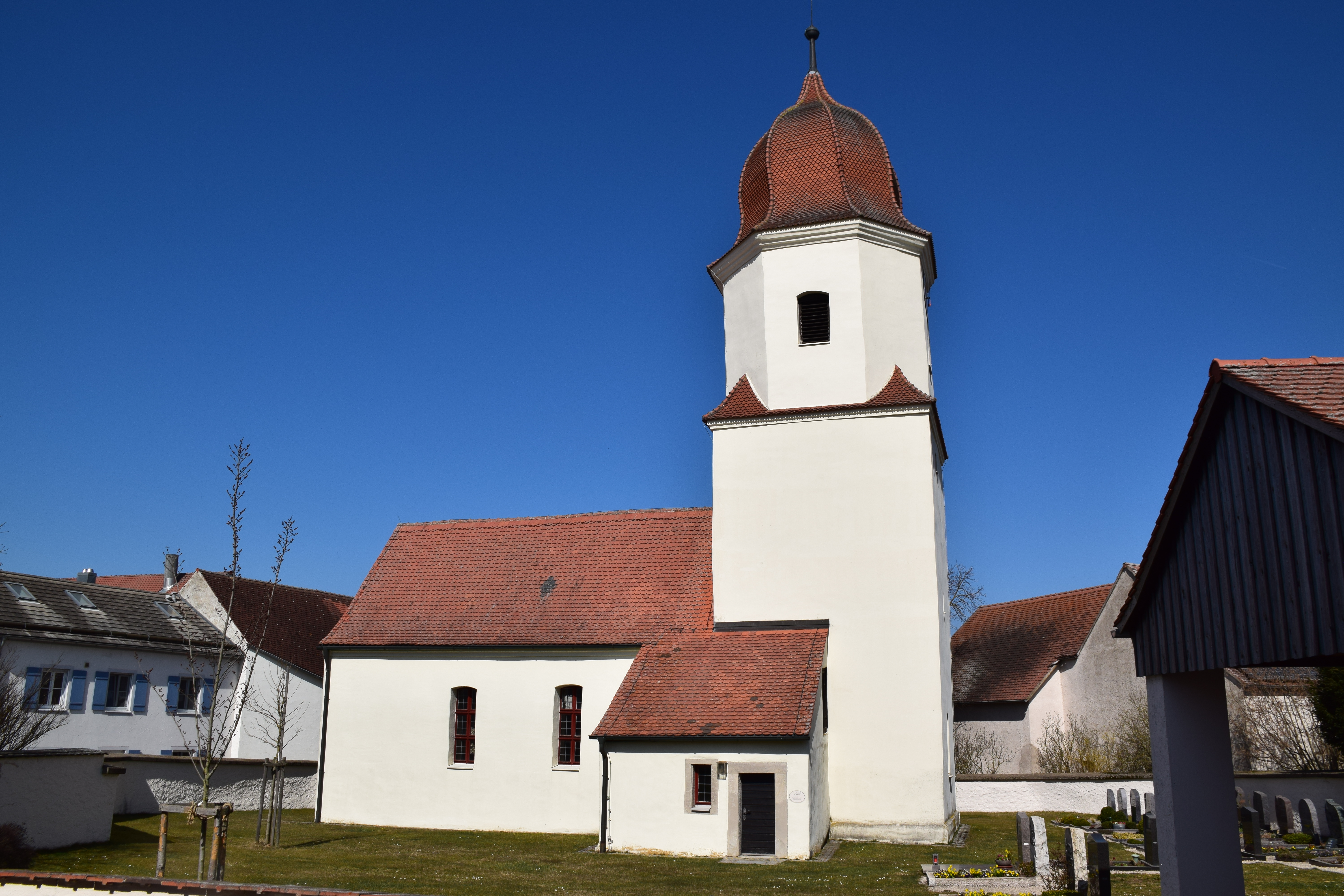
St. Nikolaus (Kaltenbuch), Bild aufgenommen im März 2022

Die evangelische, denkmalgeschützte Pfarrkirche St. Nikolaus steht in Kaltenbuch, einem Gemeindeteil der bayerischen Gemeinde Bergen im mittelfränkischen Landkreis Weißenburg-Gunzenhausen. Das Bauwerk ist unter der Denkmalnummer D-5-77-115-25 als Baudenkmal in der Bayerischen Denkmalliste eingetragen. Die untertägigen Bestandteile der Kirche sind zusätzlich als Bodendenkmal (Nummer: D-5-6932-0089) eingetragen. Das Patrozinium der Kirche ist der hl. Nikolaus von Myra. 

## Geographische Lage
Das Bauwerk mit der postalischen Adresse Kaltenbuch 25 steht umgeben vom Dorffriedhof innerhalb des Kaltenbuchner Ortskerns auf einer Höhe von 596 Metern über NHN. Die Kirche gehört zur Region Jura/Felchbachtal im Evangelisch-Lutherischen Dekanat Weißenburg in Bayern im Kirchenkreis Nürnberg der Evangelisch-Lutherischen Kirche in Bayern.

## Beschreibung
Die Chorturmkirche aus einem Langhaus und einem Chorturm im Osten wurde 1494 erbaut und 1716 im barocken Baustil umgebaut. Das Langhaus ist mit einem Satteldach bedeckt. Das oberste Geschoss des Chorturms, das den Glockenstuhl beherbergt, ist achteckig. Darauf sitzt eine Glockenhaube. Der Chor, d. h. das Erdgeschoss des Chorturms, ist mit einem Tonnengewölbe überspannt, das Langhaus, das an den Längsseiten Emporen hat, mit einer Flachdecke.